# Botrypus yunnanensis
Botrypus yunnanensis là một loài dương xỉ trong họ Ophioglossaceae. Loài này được Z.R.He mô tả khoa học đầu tiên năm 2006.
Danh pháp khoa học của loài này chưa được làm sáng tỏ. 